# Tryptamin
Tryptamin je alkaloid obsažený v různých rostlinách, houbách i živočiších. Je odvozený od indolu a chemicky příbuzný aminokyselině tryptofanu. Předpokládá se, že v mozku savců plní úlohu neurotransmiteru a tvoří strukturní základ pro další neurotransmitery, halucinogeny a jiné psychoaktivní látky.

## Syntéza
Abramovitchova–Shapirova syntéza tryptaminu je organická reakce, kterou lze tryptamin připravit.